# Nicolas Dupont-Aignan
Nicolas Dupont-Aignan (París, 7 de marzo de 1961) es un funcionario y político francés.

## Biografía
Fue sucesivamente un miembro de la Agrupación por la República, la Unión por Francia y la Unión por un Movimiento Popular, antes de fundar (en 1999) y presidir Debout la France (Francia, en pie), partido gaullista y soberanista.
Es alcalde de Yerres (Essonne) desde 1995 y miembro del departamento desde 1997. Candidato presidencial en 2012 y 2017, obtuvo respectivamente 1,79% y el 4,70% de los votos emitidos. Apoyó a Marine Le Pen para la segunda ronda de las elecciones de 2017.
Durante la pandemia de Covid-19 en Francia, denunció ciertas medidas de restricción de libertades decididas por el gobierno . Con Florian Philippot en particular, se manifestó en el verano de 2021 contra la introducción del pase sanitario y la obligación de vacunación, pidiendo respeto por libertades individuales y denunciando una dictadura sanitaria.